# Wodospad Wielki
Wodospad Wielki – wodospad w miejscowości Obidza w gminie Łącko w województwie małopolskim. Znajduje się na Majdańskim Potoku spływającym głęboką doliną w Paśmie Radziejowej w Beskidzie Sądeckim.
Wodospad znajduje się na osiedlu Majdan w odległości ok. 2,5 km od kościoła w Obidzy, zaraz przy asfaltowej szosie, prowadzącej w górę doliną Majdańskiego Potoku. Przejść do niego można drewnianą kładką. Jest to naturalny wodospad o wysokości 5 m na progu skalnym. Spadająca woda wybiła pod progiem banior.